# 多切斯特 (新澤西州)
多切斯特（英語：Dorchester）是位於美國新澤西州坎伯蘭縣的普查規定居民點。

## 人口
根據2020年美國人口普查的數據，多切斯特的面積為1.34平方千米，當中陸地面積為1.27平方千米，而水域面積為0.07平方千米。當地共有人口291人，而人口密度為每平方千米217.16人。